# Ça ira mon amour
Singles de Rod Janois
Pour la peine
(2012)
Pistes de 1789, les Amants de la Bastille
Tomber dans ses yeux 2012
Ça ira mon amour est une chanson interprétée par le chanteur français Rod Janois sortie le 3 novembre 2011 en tant que premier single de la comédie musicale 1789 : Les Amants de la Bastille. La chanson a été composée par Dove Attia, Rod Janois, William Rousseau, Jean-Pierre Pilot et Olivier Schultheis. Les paroles ont quant à elles été écrites par Dove Attia et Vincent Baguian. Le clip vidéo sort le 27 octobre 2011

Le single se classe dans le top 20 en France et en Belgique (Wallonie).

## Liste des pistes
Promo - Digital Mercury
1. Ça ira mon amour (Radio Up Mix) - 3:14
2. Ça ira mon amour (Radio Down Mix) - 3:26
3. Ça ira mon amour (Premix) - 3:51

## Classement par pays
Performance dans les hit-parades
Le single entre dans le hit-parade à la 51e place la semaine du 5 novembre 2011, 2 mois plus tard il atteint un pic à la 11e place. Le single finit sa dernière semaine le 28 avril 2012 avec plus de 8 mois de présence dans le classement français.
| Classement (2011-2012)                  | Meilleure position |
| --------------------------------------- | ------------------ |
| France (SNEP)                           | 11                 |
| Belgique (Wallonie Ultratop 50 Singles) | 12                 |